# Rolando Rivas, taxista
Rolando Rivas, taxista fue una telenovela argentina protagonizada por Claudio García Satur, Soledad Silveyra y Nora Cárpena creada por Alberto Migré, uno de los autores más famosos de Argentina en la década 60-80. Emitida originalmente por Canal 13 de Argentina en forma semanal en el horario de los martes a las 22:00, fue la telenovela más exitosa de la historia de la televisión argentina y logró trascender el género con una popularidad que aún conserva a 50 años de su emisión original.[cita requerida]

## Historia
El primer capítulo se emitió el 7 de marzo de 1972 y el último el 27 de diciembre de 1973. Debido al impresionante éxito se produjo una segunda temporada en 1973, sólo que en este segundo año de emisión cambió la actriz protagonista, puesto que Soledad Silveyra había sido contratada por Canal 13 para protagonizar junto a Arnaldo André otra exitosa telenovela, Pobre diabla. Así fue que la segunda temporada de Rolando Rivas, taxista fue protagonizada por Claudio García Satur y Nora Cárpena. Una historia de amor que atrajo la atención de millones de espectadores argentinos, alcanzando un índice de audiencia que superó los 40 puntos en cada capítulo, y más aún considerando que en aquellos tiempos no existía la televisión por cable y la variedad de programas que se ofrecen en la actualidad. Era la primera vez en la que los hombres formaban parte del público fiel de una telenovela.
La telenovela fue filmada en blanco y negro, y logró reflejar la cultura porteña argentina, el mundo de los taxistas (profesión del personaje protagonista), y las relaciones familiares mediante un lenguaje coloquial, sencillo, inclusive más realista que le dio un giro al formato de las telenovelas emitidas hasta ese momento en la televisión. 
Además, en la historia se hacía referencia en diversas oportunidades a la realidad social y política vivida en el país en aquel tiempo (años setenta).
Luego de la finalización de la telenovela en 1973, cuyo último capítulo tuvo como actor invitado al mismo autor y creador de la historia, Alberto Migré, quien interpretó a un pasajero de taxi, se produjo una versión cinematográfica con la secuela de la historia, para la cual se convocó nuevamente a Soledad Silveyra para el rol de Mónica Helguera Paz estrenándose en 1974.
Rolando Rivas, taxista cautivó a millones de espectadores y aún hoy se la recuerda permanentemente en los programas actuales de televisión. Luego de 35 años de su emisión original, el canal argentino de cable Volver (con todo el archivo filmográfico de Canal 13) emite nuevamente la telenovela durante 2008.
La telenovela original fue reeditada en 1979 —durante la dictadura militar (1976-1983)— de manera diaria y con los efectos propios de la censura, que cortó un segmento de la tira original en donde se mencionaba que uno de los personajes pertenecía a la agrupación guerrillera Montoneros.
En 1988 se realizó una telenovela basada en la historia de Rolando Rivas, titulada Ella contra mí, protagonizada por Gustavo Garzón y Carolina Papaleo y la segunda temporada fue protagonizada por Gustavo Garzón y Liliana Weimer. También en 1995 se grabó una nueva versión de la telenovela para Brasil (en portugués), con el nombre de Antonio Alves, taxista, en los Estudios Ronda (de Argentina), en una coproducción de Omar Romay con SBT (Sistema Brasileño de Televisión). Sin embargo, los problemas en la adaptación hicieron que la trama no tuviera éxito en este país.

## Argumento

### Primera temporada (1972)
Rolando Rivas es un porteño del barrio de Boedo, humilde y de buen corazón. Es sostén de su familia con el trabajo que le da su querido taxi. Está de novio con la chica de enfrente, la Tere, una muchacha buena de profesión costurera que vive junto a su padre, Don Félix, quien no ve con buenos ojos aquel noviazgo. Sin embargo el cariño sincero y profundo que Rolando siente por Teresa no se enciende con la vehemencia de un gran amor.
Un otoño de 1970  mientras Rolando giraba con su taxi, una colegiala de apenas 17 años irrumpe nerviosa y prepotente en su vehículo.
Era Mónica Helguera Paz, una sofisticada señorita dueña de una gran fortuna pero inmensamente desdichada. Desconsolada por algo que ese día le había ocurrido abre la puerta del coche y en plena marcha se arroja del taxi. A raíz del infortunado accidente es como Rolando y Mónica se conocen surgiendo entre ellos una irresistible pasión que ni la diferencia de clases sociales logrará borrar.

### Segunda temporada (1973)
Al no continuar Soledad Silveyra en el elenco de la telenovela, ingresa la actriz Nora Cárpena cambiando la pareja protagónica principal de la historia.
Mónica Helguera Paz sale de la vida de Rolando para emprender un largo viaje que la mantendrá alejada de su amado con quien habían surgido grandes diferencias a pesar de la pasión desenfrenada que vivían. La historia da un giro y aparece en escena Natalia (interpretado Nora Cárpena), quien junto a su pequeño hijo Quique, inundará de felicidad la vida de Rolando.

### Versión cinematográfica (1974)
En 1974 se realizó la versión cinematográfica de la telenovela escrita por Rodolfo M. Taboada y Roberto Talice, sobre libro de Alberto Migré. La historia de la película narra la vida de Rolando que ha quedado viudo de su segunda esposa, Natalia y tiene a su cuidado el pequeño hijo de aquella. Durante un viaje a Ezeiza se encuentra con Mónica, su primera mujer (nuevamente interpretado por Soledad Silveyra quien aceptó el papel luego de un año de ausencia en el programa), con quien viviera una relación tempestuosa. Ahora ella es azafata, ha quedado en la ruina y parece haber cambiado. Entre los dos renace el fuego que el tiempo parecía haber apagado.

## Elenco
- Claudio García Satur: el taxista Rolando Rivas
- Soledad Silveyra: Mónica Helguera Paz
- Nora Cárpena: Natalia Riglos Arana
- Dorys del Valle: Odile (4 capítulo en adelante)
- Mecha Ortiz: Malú
- Santiago Gómez Cou: Leandro Riglos Arana
- Marcelo Marcote: Quique
- Mabel Landó: Teresa
- Antuco Telesca: Félix
- María Elena Sagrera: Noemí
- Pablo Codevila: Juanjo
- Leonor Benedetto: Matilde
- Luis Politti: Fernando Helguera Paz
- Miriam Antelo: Nené
- Lalo Hartich: Gonzalo
- Beba Bidart: Magoya
- Arnaldo André: Juan Marcelo Echenique
- Guillermo Rico: Nicastro
- Darwin Sánchez: Quique Rivas
- Víctor Hugo Vieyra: Flaco
- Carlos Artigas: Cortito
- Ovidio Fuentes: Fana
- Roberto Osona: Franco
- Rubén Poncetta: Ratita
- Martha Roldán: Doña Carmen, la vecina
- Margarita Luro: Luisa, otra vecina
- Eva Dongé: Anaclara
- Jorge Barreiro: Dr. Martín Gándara
- Claudia Cárpena: Roxana
- Blanca Lagrotta: Flavia
- Elsa Piuselli: Mazoca
- Gustavo Rozas: Cicatriz
- Héctor Da Rosa: Melena

- Graciela Dufau: (Como Odile en la primera aparición- Cap. 3)
- Marta González: Yolanda.(Participación estelar: Primera temporada: cap. 12 a 29)
- Laura Bove: Laurita
- Juan José Camero: Fabián
- Néstor Hugo Rivas: (Atilio, Hermano de Yolanda)
- Mario De Rosa: (Cura)
- Alfredo Duarte: Juez Albisturi
- Dora Ferreiro: Albina (Madre de Yolanda)
- Mario Giusti: Padre de Yolanda
- Eloisa Cañizares: Tía Laura
- Guido Gorgatti: Don Dele
- Natacha Nohani: Betiana
- COLABORARON:
- Carlos Pamplona (dueño del bar de los taxistas)
- Marisa Herrero (vecina)
- Héctor Biuchet
- Raúl Russo
- Daniel Caro
- Alberto Pérez
- Norberto Rosofky
- Alfredo Giménez
- Nelly Duchans
- Mario Savino
- Carolina Brich
- María Eugenia Daguerre
- Marita Battaglia
- Mirtha Basso
- Isabel Giassa
- Jorge Peroni
- Nancy Carol
- Martina León
- Vinka Radica
- María Esther Leguizamón
- Jorge Villalba
- Pedro Pablo Ortiz
- Víctor Villa
- María Bufano
- Carlos Traboulsi
- Paquita Muñoz
- Luis Corradi
- Lucio de Val
- Ricardo Robles
- Roberto Morano
- Elda Dessel
- Ricardo Lavié
- Lita Soriano (Hebe, secretaria de Juan Marcelo Echenique)
- Graciela Martinelli
- Amalita
- Carlos Romero
- Ruth Reisin
- Leopoldo Verona
- Olga Hidalgo
- Mario Otero
- Gloria Ramírez
- Miguel Ángel Martínez
- Gastón Milli
- Ana casares
- Haydée Suarez
- Marita Battaglia
- Silvina Rada (participación en el primer capítulo - 1.ª temporada).
- Nélida Lobato (participación en un capítulo de la 1.ª temporada)
- Noemí del Castillo ( Como la cantante: Pura, 1.ª- temporada - cap. 3)

INVITADO ESPECIAL: Aníbal Troilo y su orquesta y Juan D'arienzo (1.ª temporada)
LA ORQUESTA DE SEÑORITAS: (Del boliche de Malú)
- Dora Ferreiro
- Susy Kent
- Margarita Luro
- Paquita Más
- Pepita Muñoz
- Edelma Rosso

- Juan Marcelo (Participación cantando)
- Susana Rinaldi (Cantó en el boliche de Malú en el cap. 12 - 2.ª temporada)
- Marío Marzán (en el piano)
- Héctor Larrea (capítulo 5 - 1 a. temporada)
- Eduardo Falú (Capítulo 7 - 1 a. temporada)

## Datos técnicos
- Escenografía: Antón
- Iluminación: Jorge Bonanno
- Cámaras: Eduardo Mella/Jorge Bernal/D´anna/ Hoppe/Brusco/Solleiro/isse/Maresca/Delgado
- Vestuario: Guillermo Blanco
- La voz: Julio César Barton
- Asistentes de dirección: Pedro Luis Tubello / Jesuán Valencia / Alfredo Galiñanes / Eduardo Valentini
- Producción: Diana Álvarez (Primera temporada: Hasta el cap. 24)
- Producción: Roberto Denis (Primera temporada desde el cap. 25 y Segunda temporada)
- Asistente de producción: Luis Alberto Catalán
- Dirección: Roberto Denis.
- Filmaciones: CP
- Exteriores: Juan Alonso "El Mono" Flores.
- Tema musical: Taxi mío,"Si mi taxi hablara", interpretado por Carlos Paiva.
- Dirección musical: Ángel Pocho Gatti.
- Música Original: Picky Taboada
- Creación y producción general: Alberto Migré.

## Versiones
- Ella contra mí: Versión realizada en 1988 por Canal 9, bajo la producción de Mario Santa Cruz. Fue protagonizada por Gustavo Garzón, junto con Carolina Papaleo en la primera temporada, y Liliana Weimer en la segunda temporada. Parte del elenco lo completaron Cris Morena, Osvaldo Laport, Andrea Bonelli, Marcela López Rey y Norma Pons, entre otros.

- Antônio Alves, taxista: Versión realizada en 1996 por SBT, en coproducción con los Estudios Ronda de Argentina, Fue grabada en Buenos Aires, bajo la producción de Omar Romay, y fue protagonizada por Fabio Jr. y Guilhermina Guinle. Solo se adaptó la primera temporada.

- Mundo de fieras: Telenovela realizada en 2006 por Televisa, bajo la producción de Salvador Mejía. Esta historia fusiona parte de Rolando Rivas, taxista con Mundo de fieras (Venevisión, 1991) de Ligia Lezama, y Pasión y poder (Televisa, 1988) de Marissa Garrido. Fue protagonizada por César Évora y Gaby Espino, acompañados de Edith González, Ernesto Laguardia y Helena Rojo, entre otros.